# Invasões timúridas da Geórgia
As Invasões Timúridas da Geórgia (em georgiano:  თემურლენგის ლაშქრობები საქართველოში, transl. tr) foram oito invasões entre 1386 e 1403 do Reino da Geórgia no Cáucaso pelo Império Timúrida. Liderados por Tamerlão, os timúridas finalmente conquistaram a cristã monarquia e fizeram dela um Estado tributário que manteve sua independência e religião.

## História
O vasto império de Tamerlão se estendeu, em sua maior extensão, da Ásia Central até a Anatólia e estes conflitos estavam intimamente ligados com as guerras entre Tamerlão e Tokhtamysh, o último khan da Horda Dourada e principal rival de Tamerlão pelo controle sobre o mundo islâmico. Embora tenha invadido partes da Geórgia, ele não conseguiu tornar o país muçulmano e reconheceu-o como um estado cristão.
Na primeira de oito invasões, Tamerlão saqueou a capital da Geórgia, Tbilisi, e capturou o rei Bagrat V em 1386. A resistência georgiana provocou um novo ataque pelos exércitos turco-mongóis. O filho e sucessor de Bagrat, Jorge VII, ofereceu uma resistência feroz e teve que gastar a maior parte de seu reinado (1395–1405) lutando contra as invasões timúridas. Tamerlão liderou pessoalmente a maioria dessas investidas para subjugar o recalcitrante monarca georgiano. Ele não estabeleceu controle firme sobre a Geórgia. Quando Jorge VII foi forçado a aceitar os termos de paz de Tamerlão e concordar em pagar tributo, ele era mestre de pouco mais que "cidades devastadas, campo arruinado e uma monarquia despedaçada".

### Primeira invasão
A primeira aparição de Tamerlão no Cáucaso foi uma resposta à incursão saqueadora do Khan Tokhtamysh no Norte do Irã através das terras caucasianas em 1385. Isso marcou o início de uma hostilidade aberta entre os dois monarcas islâmicos. Tamerlão respondeu lançando uma invasão em larga escala dos pequenos países fronteiriços, que ficavam entre a fronteira ocidental de seu império emergente e o khanato de Tokhtamysh. Depois de ter invadido o Azerbaijão e Kars, Tamerlão marchou para a Geórgia. A história oficial de seu reinado, Zafarnama, representa esta campanha na Geórgia como um jihad. Tamerlão partiu de Kars e atacou Samtskhe, o principado mais meridional dentro do Reino da Geórgia no final de 1386. Tbilisi caiu em 22 de novembro de 1386, seus habitantes foram massacrados e Bagrat caiu em cativeiro. O exército de Tamerlão passou o inverno no Karabakh.

### Libertação de Bagrat
Para recuperar sua liberdade, Bagrat fingiu se converter ao islã e Tamerlão o enviou de volta sob vigilância de um exército de 12 000 homens que deveria forçar a conversão do Reino Georgiano ao islã. Bagrat secretamente informou seu filho Jorge, que levantou um exército e destruiu as tropas timúridas, libertando Bagrat.

### Segunda invasão
A morte de milhares de soldados em batalha com as tropas georgianas levou ao início da nova invasão de Tamerlão da Geórgia na primavera de 1387. Os números do inimigo superavam significativamente as forças georgianas apressadamente reunidas pelo príncipe. Tamerlão liderou pessoalmente os participantes na invasão. Um grande número dos habitantes do país fugiu para as montanhas, graças ao que grandes baixas foram evitadas.

### Terceira invasão
Em 1392-1393 Tamerlão atacou e saqueou as cidades do Irã Central, depois Bagdá, Síria, etc. Na primavera de 1394, ele veio para o sul da Geórgia e enviou quatro comandantes com um exército de 40 000 para atacar Samtskhe-Saatabago. Tamerlão invadiu e devastou Samtskhe, Kors, Kola, e Akhaltsikhe. A população dos territórios georgianos que ele ocupou mostrou resistência feroz aos invasores, razão pela qual os últimos tiveram que deixar a região após a captura.

### Quarta invasão
Em 13 de setembro de 1394, Tamerlão invadiu com um grande exército do vale de Koli para o vale de Aragvi via Trialeti e Kvemo Kartli. No caminho, ele destruiu tudo, roubou e matou os habitantes. Grandes batalhas ocorreram no vale de Aragvi. O objetivo de Tamerlão parece ter sido capturar o Passo de Darial para finalmente impedir a retirada dos invasores norte-caucasianos aliados da Geórgia e uma possível invasão de Tokhtamysh. Toda vez que Tamerlão aparecia na Geórgia, Tokhtamysh tentava invadir o Cáucaso Oriental. Aconteceu desta vez também. Tamerlão foi incapaz de capturar Darial devido à grande resistência dos montanheses. Ele foi forçado a descer da montanha e ir para Shaki através de Tbilisi. Naquele momento, Tamerlão soube que Tokhtamysh invadiria Shirvan através de Derbent e devastaria o local. Tamerlão rapidamente se moveu nesta direção, mas evitou a batalha e voltou novamente. Seu exército acampou nas margens do Mtkvari, perto de Mahmud Abad, e começou os preparativos para uma grande campanha contra Tokhtamysh. Ficou claro para Tamerlão que ele não poderia subjugar o Cáucaso, incluindo a Geórgia, se não derrotasse Tokhtamysh.

### Quinta invasão
No inverno de 1399, Tamerlão rompeu as fronteiras do Reino da Geórgia com 100 000 soldados especialmente escolhidos, sob Tamerlão, e Ibrahim I de Shirvan. Eles então cruzaram o rio Kura em uma ponte de pontons, e abriram caminho com facões para evitar sentinelas georgianas. Eles pegaram Kakheti e o Hereti de surpresa antes que pudessem fugir e esconder suas propriedades. Um general georgiano Khimisha atrasou os timúridas por evasão tática, e aqueles que foram avisados escaparam para as cavernas e florestas. As forças de Tamerlão saquearam e queimaram igrejas e mosteiros. Eles massacraram civis em seus esconderijos. Dezenas de milhares foram forçados à escravidão ou foram massacrados.

### Sexta invasão
Na primavera de 1400, Tamerlão voltou para destruir o Reino da Geórgia de uma vez por todas. Ele exigiu que Jorge VII entregasse o jalayirida Tahir, mas Jorge VII recusou e encontrou Tamerlão no Rio Sagim em Kvemo Kartli, mas sofreu uma derrota. Após a guerra, daqueles que sobreviveram aos combates e represálias, muitos milhares morreram de fome e doença, e 60.000 sobreviventes foram escravizados e levados pelas tropas de Tamerlão.

### Sétima invasão
Após a partida de Tamerlão da Geórgia, o Rei Jorge mudou-se para a Geórgia Oriental e começou a organizar os assuntos domésticos. O Rei Jorge e Virshel, Duque do Ksani atacaram e puniram os Dvals, que se aproveitaram da invasão de Tamerlão e atacaram e saquearam o vale de Ksani.
Em 1401, Tamerlão veio às fronteiras da Geórgia do leste e acampou em Shamkor.
No final de 1401, Tamerlão invadiu a Geórgia mais uma vez. Jorge VII teve que pedir pela paz, e enviou seu irmão com as contribuições. Tamerlão fez paz com Jorge VII na condição de que o Rei da Geórgia lhe fornecesse tropas durante sua campanha contra o Império Otomano e concedesse privilégios especiais aos muçulmanos. Na primavera, o exército de Tamerlão partiu para os otomanos. No caminho, ele veio à fortaleza de Tortumi, na qual cerca de 200 soldados georgianos estavam fortificados, capturou-a e destruiu-a após uma batalha de cinco dias, e matou os soldados.

### Oitava invasão
Uma vez que os otomanos foram derrotados, Tamerlão, de volta em Erzurum em 1402, decidiu punir o rei da Geórgia por não ter vindo apresentar suas congratulações por sua vitória. O irmão de Jorge VII, Constantino, que estava então em más relações com seu irmão, chegou com presentes, assim como o vassalo desafiador do rei Iwane Jaqeli, príncipe de Samtskhe. O xeique Ibrahim I de Shirvan foi estimar as receitas e despesas da Geórgia. Jorge enviou novos presentes, mas Tamerlão os recusou e convocou Jorge para aparecer pessoalmente. Enquanto isso, ele próprio sitiou a fortaleza anteriormente inexpugnável de Birtvisi, defendida por uma pequena guarnição georgiana. Tendo capturado a fortaleza em agosto de 1403, Tamerlão enviou seu exército para saquear e limpar as regiões fronteiriças da Geórgia e partiu em perseguição do rei em retirada Jorge VII até a Abkházia. O historiador de Tamerlão relata que 700 cidades foram destruídas e seus habitantes massacrados.
Tamerlão só parou seu exército quando os ulema e o mufti decidiram que era possível conceder clemência (aman) ao rei da Geórgia. Jorge VII teve que pagar um tributo enorme, incluindo 1.000 tankas de ouro cunhados em nome de Tamerlão, 1 000 cavalos, e um rubi pesando 18 mithkals, e em troca Tamerlão reconheceria a Geórgia como um reino cristão e o reino poderia reter sua independência. Tamerlão então passou por Tbilisi, destruindo todos os mosteiros e igrejas em seu caminho, e foi para Beylagan no início de 1404. Todos os territórios de Beylagan a Trebizonda foram oficialmente dados por Tamerlão como um apanágio ao seu neto Khalil Mirza. Tamerlão então finalmente deixou o Cáucaso e seguiu para a Ásia Central, onde morreu em 19 de fevereiro de 1405, enquanto se preparava para uma invasão massiva da China.

## Consequências
A Geórgia tornou-se Estado tributário dos timúridas, a Geórgia foi autorizada a reter sua independência e permanecer como um reino cristão.
Supostamente, as forças de Tamerlão devastaram o país a tal ponto que novas palavras, como cidade abandonada (ნაქალაქარი), aldeia abandonada (ნასოფლარი), vinhedo abandonado (ნავენახარი) e outras frases similares foram introduzidas na língua georgiana.

### Campanha de Jorge contra os timúridas
Tamerlão então finalmente deixou o Cáucaso e seguiu para a Ásia Central, onde morreu em 19 de fevereiro de 1405, enquanto se preparava para uma invasão massiva da China. E as subsequentes lutas pelo poder entre seus herdeiros, o império de Tamerlão tornou-se fragmentado quando Miran Shah e seus filhos lutaram pelo controle da Pérsia. No meio deste caos, Jorge VII, que havia retornado de Imereti, engajou-se em batalhas para reconquistar territórios perdidos. Ele conquistou Nakhchivan e Ganja enquanto também causava destruição em lugares como Ani, Erzurum, e Tabriz. Apesar de comandar um exército de apenas 5 000 homens, Jorge conseguiu expandir temporariamente as fronteiras da Geórgia à sua extensão anterior.
Em 1406, o governante do Irã reuniu um exército e acampou em Alatagh, Cáucaso. Jorge atacou subitamente e expulsou o inimigo em direção a Tabriz.